# Попереду — крутий поворот
«Попереду — крутий поворот» (рос. «Впереди — крутой поворот») — білоруський радянський художній фільм 1960 року режисера Річарда Вікторова.

## Сюжет
На шосе машина збила жінку, розшукують водія. Підозрюється інженер Петро Сергєєв, фотокартка нареченої якого знайдена на місці злочину. Але Сергєєв лише проїхав повз, щоб не вплутуватися в історію, хоча своєчасна допомога могла б врятувати потерпілу...

## У ролях
- Лев Круглий
- Роза Макагонова
- Софія Павлова
- Юрій Дєдович
- Тетяна Алексєєва
- Таня Бейнеровіч
- Микола Єременко (старший)
- Олександр Кістов
- Ігор Белюс

## Творча група
- Сценарій: Аркадій Мовзон
- Режисер: Річард Вікторов
- Оператор: Ізраїль Пікман
- Композитор: Юрій Бельзацький